# Công ty vận tải đường sắt
Một công ty vận tải đường sắt là một công ty hoạt động trong ngành đường sắt. Nó có thể là: 
- một công ty sản xuất,
- một công ty cung cấp dịch vụ chuyên chở thông qua vận hành đầu máy toa xe,
- một doanh nghiệp quản lý kết cấu hạ tầng đường sắt.

Ở một số quốc gia như Hoa Kỳ, các công ty đường sắt có thể có nhiều hơn một trong các nhiệm vụ này. Các công ty đường sắt có thể là tư nhân hoặc đại chúng.

## Cấu trúc
Ở châu Âu, Liên minh châu Âu yêu cầu các quốc gia thành viên tách biệt các doanh nghiệp quản lý cơ sở hạ tầng đường sắt quốc gia, vốn thường là các doanh nghiệp nhà nước khỏi các doanh nghiệp đường sắt, có thể là công ty đại chúng hoặc tư nhân. Các doanh nghiệp đường sắt có thể cung cấp dịch vụ thông qua việc vận hành đầu máy toa xe. Điều này đảm bảo các điều kiện cho phép các công ty tư nhân cạnh tranh công bằng với nhau, qua việc có nhiều công ty đấu thầu đặc quyền vận hành tuyến trong một khoảng thời gian giới hạn theo nghĩa vụ phục vụ công cộng, được hỗ trợ bởi trợ cấp đường sắt hoặc nhượng quyền thương mại. Ngoài ra, cũng có các công ty cung cấp bảo trì theo dõi và đầu máy toa xe.
Một số quốc gia có một công ty đường sắt quốc gia sở hữu tất cả các tuyến đường và vận hành tất cả các chuyến tàu trong nước, ví dụ như Đường sắt Nga (công ty đường sắt lớn nhất thế giới theo quy mô mạng lưới). Các quốc gia khác có nhiều công ty đường sắt khác nhau, đôi khi cạnh tranh lẫn nhau, vận hành các tuyến riêng của họ, đặc biệt là ở Hoa Kỳ và Canada. Các quốc gia có thể có cả các công ty đường sắt đại chúng và tư nhân, chẳng hạn như Amtrak của Hoa Kỳ, thuộc sở hữu đại chúng tồn tại cùng với nhiều nhà khai thác tư nhân khác.